# مایکل بریمن
مایکل بریمن (انگلیسی: Michael Berryman؛ زادهٔ ۴ سپتامبر ۱۹۴۸) هنرپیشه اهل ایالات متحده آمریکا است.
از فیلم‌هایی که وی در آن نقش داشته است، می‌توان به دیوانه از قفس پرید، کلاغ و ضد جاسوسی اشاره کرد.